# Barbados Open
De Barbados Open was een golftoernooi van de Europese Senior Tour van 2000 - 2009 en werd altijd gespeeld op de baan van de Royal Westmoreland Golf Club in Barbados.

## Formule
Er deden zestig professionals mee. De professional speelde de eerste en tweede ronde in teamverband met een amateur voor een teamscore maar ook voor zijn individuele score. In de derde ronde speelden alle zestig pro's individueel, zonder amateurs.
Het toernooi is nooit geëindigd in een play-off.
| Jaar                             | Winnaar                          | Score                            |
| Royal Westmoreland Barbados Open | Royal Westmoreland Barbados Open | Royal Westmoreland Barbados Open |
| -------------------------------- | -------------------------------- | -------------------------------- |
| 2000                             | Tommy Horton                     | 208                              |
| 2001                             | Priscillo Diniz                  | 200                              |
| 2002                             | Peter Townsend                   | 212                              |
| 2003                             | Terry Gale                       | 206                              |
| DGM Barbados Open                |                                  |                                  |
| 2004                             | Gavan Levenson                   | 204                              |
| 2005                             | Denis O'Sullivan                 | 206                              |
| 2006                             | José Rivero                      | 206                              |
| 2007                             | Gordon J. Brand                  | 208                              |
| 2008                             | Bill Longmuir                    | 206                              |
| 2009                             | Sam Torrance                     | 202                              |

Hoewel het toernooi buiten Europa werd gespeeld, werd het gezien als een Europees toernooi omdat Barbados vroeger een kolonie van Groot-Brittannië was.